# 北原佑美
北原 佑美（きたはら ゆみ、1995年7月8日 - ）は、富山県氷見市出身のハンドボール選手。日本ハンドボールリーグのソニーセミコンダクタマニュファクチャリング所属。

## 経歴
高岡向陵高等学校時代は2011年に日本代表U-16に選出された。
2013年3月の全国高等学校ハンドボール選抜大会では佼成学園女子高等学校との決勝まで勝ち進んだが、延長で敗退。優秀選手に選ばれた。6月には第12回女子ジュニアアジア選手権の日本代表U-20に高校生で唯一選出された。7月の全日本高等学校ハンドボール選手権大会（インターハイ）では準々決勝で四天王寺高等学校に敗退したが、優秀選手に選ばれた。
高校卒業後は大阪体育大学へ進学し、2014年に第19回女子ジュニア世界選手権の日本代表U-20に選出された。
2015年は第28回ユニバーシアード競技大会の日本代表に選出された。8月の西日本学生ハンドボール選手権大会では優秀選手賞を受賞。同年の全日本学生ハンドボール選手権大会（インカレ）では3連覇に貢献し、優秀選手賞を受賞した。
2016年は第23回世界学生選手権の日本代表U-24に選ばれた。
2017年は西日本学生ハンドボール選手権大会で優秀選手に選出。インカレでは大体大の5連覇を達成し、優秀選手賞を受賞した。同年2月にはカザフスタン代表との親善試合「ヤングおりひめトライアルゲームズ」の日本代表U-22に選出。
2018年に日本ハンドボールリーグのソニーセミコンダクタマニュファクチャリングへ加入。7月に第24回世界学生選手権大会の日本代表U-24に選ばれた。
2019年3月、日本代表メンバーに初選出。
2023-2024年シーズン、ソニーのキャプテンを務める。

## 詳細情報

### 年度別成績
| 年       | チーム   | 試合 | フィールド 得点 | 率   | 7m    | 合計    | 警告 | 退場 | 失格 |
| -------- | -------- | ---- | --------------- | ---- | ----- | ------- | ---- | ---- | ---- |
| 2018-19  | ソニー   | 24   | 47/121          | .388 | 17/20 | 64/141  | 8    | 2    | 0    |
| 2019-20  | ソニー   | 14   | 45/95           | .474 | 2/3   | 47/98   | 0    | 4    | 0    |
| 2020-21  | ソニー   | 16   | 35/87           | .402 | -     | 35/87   | 1    | 4    | 0    |
| 2021-22  | ソニー   | 16   | 38/88           | .432 | 0/1   | 38/89   | 0    | 1    | 0    |
| 2022-23  | ソニー   | 20   | 69/106          | .651 | -     | 69/106  | 2    | 9    | 0    |
| JHL：5年 | JHL：5年 | 90   | 234/497         | .471 | 19/24 | 253/521 | 11   | 20   | 0    |

- 各年度の太字はリーグ最高

### 記録

#### 日本ハンドボールリーグ
- フィールドゴール初得点：2018年9月22日、対大阪ラヴィッツ戦（霧島市国分体育館）[17]
- 7mスロー初得点：同上
- リーグ通算100得点：2020年2月2日、対HC名古屋戦（アルビス小杉総合体育センター）[18]
- リーグ通算200得点：2022年7月30日、対オムロン戦（山鹿市総合体育館）[19]

### 背番号
- 13 (2018年 - )

## 代表歴

### 日本代表
- ジャパンカップ (2019年)
- 日韓定期戦 (2019年)
- 欧州遠征 (2019年)
- 女子世界選手権（2021年、スペイン）
- 日韓定期戦（2022年）
- 女子アジア選手権（2022年、韓国）
- 欧州遠征（2023年）
- パリ2024オリンピック女子アジア予選（2023年）

### 日本代表U-24
- 世界学生選手権 (2016年・2018年)
- ユニバーシアード競技大会 (2015年)

### 日本代表U-22
- ヤングおりひめトライアルゲームズ (2017年)

### 日本代表U-20
- ジュニア世界選手権 (2014年)
- ジュニアアジア選手権 (2013年)

### 日本代表U-16
- 日韓スポーツ交流 (2011年)